# Comuna Sîvkî, Bilohirea
Sîvkî (în ucraineană Сивки) este o comună în raionul Bilohirea, regiunea Hmelnîțkîi, Ucraina, formată din satele Mijhirea și Sîvkî (reședința).

## Demografie
Componența lingvistică a comunei Sîvkî
     Ucraineană (99,85%)
     Alte limbi (0,15%)
Conform recensământului din 2001, majoritatea populației comunei Sîvkî era vorbitoare de ucraineană (99,85%), existând în minoritate și vorbitori de alte limbi.